# ارمک کوتاه‌برگ
ارمک کوتاه‌برگ (نام علمی: Ephedra brevifoliata) نام یک گونه از سرده ارمک است.